# Aeroporto di Assab
L'aeroporto internazionale di Assab è un aeroporto situato ad Assab, nella Regione del Mar Rosso Meridionale, in Eritrea. Venne costruito ai tempi della colonia italiana d'Eritrea.
Danneggiato durante la Seconda guerra mondiale, viene utilizzato solo per voli privati e militari.